# Islam Bkhibkhi
Islam Bkhibkhi (en arabe : إسلام بخيبخي), née en 2005, est une triathlète marocaine.

## Carrière
Islam Bkhibkhi est double médaillée d'or aux championnats arabes de triathlon en juin 2021 à Charm el-Cheikh dans la catégorie des moins de 17 ans. Elle est ensuite sacrée championne d'Afrique des moins de 17 ans, quelques jours plus tard, toujours à Charm-el-Cheikh, elle fait partie de l'équipe sacrée championne d'Afrique de relais mixte avec Mehdi Essadiq, Ghizlane Assou et Badr Siwane,.

## Palmarès
Le tableau présente les résultats les plus significatifs (podium) obtenus sur le circuit international de triathlon depuis 2021.
| Année | Compétition                            | Pays   | Position          | Temps           |
| ----- | -------------------------------------- | ------ | ----------------- | --------------- |
| 2022  | Championnats d'Afrique en relais mixte | Maroc  | Médaille d'argent | 1 h 43 min 44 s |
| 2021  | Championnats d'Afrique en relais mixte | Égypte | Médaille d'or     | 1 h 35 min 48 s |